# 加勒松
加勒松（Galesong）是印度尼西亚南苏拉威西省的一个城镇，是塔卡拉尔县的一个沿海城镇，位于苏拉威西岛南半岛西南，望加锡以南20公里处，是官方规定的望加锡大都会区（Mamminasata）范围内的一个城镇。2010年统计，加勒松所在的加勒松区（Kecamatan Galesong）共有37,371人。

## 资料来源
1. ↑  Biro Pusat Statistik, Jakarta, 2011.